# 서울거리예술축제
서울거리예술축제(영어: Seoul Street Arts Festival)는 대한민국 최대 규모를 자랑하는 거리예술축제로 대중성과 예술성이 조화된 수준 높은 거리공연을 서울시내 곳곳에서 무료로 선보인다. 서울특별시, 서울문화재단에서 주최한다.
2003년 하이서울페스티벌(Hi! Seoul Festival)이라는 이름으로 출발해 지난 2013년 거리예술로 특화된 축제로 자리 잡았으며 2016년부터 그 정체성을 확고히 하고자 <서울거리예술축제>로 명칭이 변경된 서울특별시의 대표 축제이며, 아시아 대표 거리예술 축제를 지향하고 있다.
서울거리예술 축제는 그간 국내 거리예술 축제가 주로 해외에서 주목받는 거리예술 작품을 초청해 프로그램을 구성했던 것 과 달리 활발한 해외 교류를 통해 공동 제작된 작품과 국내 거리예술단의 창작지원 작품까지 다양한 작품을 선보인다. 올해 서울거리 예술축제의 공연 프로그램은 명확하게 작품을 선정하기 위해 국내 참가작과 해외 참가작으로 구분하여 통합 공모를 진행한다.
본래 '하이서울 페스티벌'이 관주도의 축제 성격을 버리고 시민이 스스로 만들고 참여하는 축제를 지향했던 것처럼서울거리 예술축제 또한 시민 주도적인 축제를 만들어 가고자 한다. 이에 만 18세 이상의 시민들은 축제 자원봉사자인 '길동이'로 활동하여 축제의 기획, 운영에 참여할 수 있다. 길동이는 '길 위에서 움직이는 사람들'이라는 의미이며 지원 분야는 공연, 기획, 홍보, 운영 등 4개 분야이다.
2023년에는 9월 29일(금)부터 10월 1일(일)까지 3일간 6개국 34개의 거리예술 작품이 서울광장, 청계광장, 무교로 등 서울광장 일대에서 펼쳐진다.

## 역사
2003년부터 매년 5월 개최된 하이서울페스티벌은 2008년 사계절 축제로 바꿔 진행됐으며 대한민국 공공행정 대상 '문화축제부문', 행정안전부 산하 '멋진 생각 상', 서울관광대상 '우수관광상품상'을 수상했다.
2009년에는 국제적인 경제위기의 경제난 극복에 동참하며 '나눔'과 '희망'을 주제로한 시민참여형 축제로 거듭났다.
개최 일정도 5월 첫째주로 시기를 정례화하여, 매년 5월이 오면 서울 시민뿐만 아니라 전 세계인들이 축제를 기다리며 서울을 다시 찾게 하는 계기를 마련했다.
2015년부터는 10월에 개최됐고 2016년도부터 서울시의 슬로건이 I SEOUL U로 변경되면서 서울거리예술축제로 명칭이 바뀌었다. 매년 가을 9~10월에 열리고 있다.
2016년 제1회 서울거리예술 축제는 10월 28일과 29일 서울 시민의 삶의 이야기를 담고 있는 일상 공간인 플랫폼창동61, 망원1동(망원시장), 길음 1동 등 '마을'에서, 30일에서 10월 2일까지 서울광장, 청계광장, 세종대로 등 '도심 광장 및 거리'에서 축제를 선보였다. 유럽 거리극 축제에서 많은 주목을 받은 현대 서커스 작품, 해외 공동제작 세계초연 작품, 국내 공식초청작, 다양한 장르와 새로운 작품을 소개하는 자유참가작 등 9개국 47개 작품 총 126회의 거리예술 공연을 무료로 관람할 수 있었다. 개막작은 프랑스 극단 카리보스의 설치형 퍼포먼스인 '흐르는 불, 일렁이는 밤'이었다. 기존 일회성 공연이 아니라 축제 기간 내내 밤마다 청계천에 불을 밝혀 새로운 풍경을 선사했다. 청계광장에 불을 밝힌 높이 3m의 대형 원구를 시작으로 광릉교까지 약 500m 구간의 청계천에 물과 불이 어우러지는 공간이 이어졌다. 또 그외 한-호주의 2년간 공동제작을 통해 만들어진 '시간의 변이'(Frameshift), 현대 서커스 작품 '소다드, 그리움(Sodade)' 베스트셀러 작품을 거리예술 작품화한 눈먼 사람들(The Blind)', 다양한 오브제를 활용한 이동혁 거리극 '미션 루즈벨트(Mission Roosevelt)' 등이 공연되었다. 참가작인‘물의 경계, 바람의 노래(창작집단 숨비)’와 ‘맨오브스틸(모던테이블)’은 2017년 6월 영국 런던에서 열리는‘그리니치 도클랜드 페스티벌’에 공식 초청됐다. 또한 국제 공동제작 작품 중‘시간의 변이(창작중심 단디+스토커씨어터/호주)’는 2017년 8월에 개최되는‘스톡턴 국제강변축제에,‘내 땅의 땀으로부터(올웨이즈 어웨이크+극단 오스모시스/프랑스)’는 2017년 9월 스페인 바르셀로나의‘라메르세축제'에 공식 초청됐다.
2017년에는 8개국 48개 작품, 총 151회의 거리예술 공연을 무료로 관람할 수 있었다. 유쾌한 위로를 주제로 2017년 시민들의 공유된 문제의식과 사회정서를 반영하고자 했다. 뒤샹파일럿의 록음악과 보알라의 공중퍼포먼스가 함께한 '무아레'로 축제의 개막을 알리고 데부르 벨자크의 '불꽃을 따라'에 이어 예술불꽃 화(花, 火)랑의 '트랜스포밍 서울'과 아시안체어샷 음악이 더해진 공연으로 축제의 막을 내렸다. 시의성이 담긴 작품으로는 우리네 청년을 이야기한 한국-프랑스 국제공동제작 프로젝트인 컴퍼니 아도크의 '비상'과 가장에게 위로를 건네는 호안 까딸라의 '기둥', 현대인에게 위로를 건네는 비주얼씨어터 꽃의 '마사지사' 등이 있었으며 광화문의 불을 밝힌 설치형 거리공연인 그룹랩스의 '키프레임'과 문화비축기지에서 소리를 찾아 떠나는 고블디국 씨어터의 '소리탐사대' 등 공간을 재발견하는 작품들도 있었다. 뿐만아니라 전통 저글링과 현대 서커스 사이를 절묘하게 넘나드는 간디니 저글링의 '스매시'와 서커스 기예, 가야금, 대금연주, 소리의 전통연희가 어우러진 봉앤줄의 '나, 봉앤줄' 등 아트테인먼트 요소가 상당한 작품들도 함께해 축제에 재미를 더했다.
2018년에는 10개국 46작품, 총 161회의 공연을 무료로 관람할 수 있었다. 따로, 또 같이를 주제로 시민의 참여와 예술경험, 그리고 전문예술가들의 협력을 통한 주제공연을 구성하였다. 개막공연으로는 스페인의 '라푸라 델 바우스'의 <휴먼넷> 공연과 한국의 대표적인 공중공연단체 '창작중심 단디'의 <빛의 기억>의 공연이 옴니버스 형식으로 펼쳐졌다. 해당 공연은 국내외 전문 예술가들이 그들 고유의 특성을 바탕으로 협력하여 공동의 작업을 이루어 냈고, 각각의 다양한 시민예술가들이 대규모로 참여하여 공동체 예술로 발전 가능한 모델을 제시했다.